# Povijesti (Tacit)
Povijesti (latinski: Historiae) je knjiga starorimskog povjesničara Tacita. Napisao ju je u razdoblju između 100. i 110. godine. Sadržajem pokriva Godinu četiriju careva koja je uslijedila nakon Neronova pada, Vespazijanov uspon i vladavinu Flavijevaca (69.–96.) do Domicijanove smrti.

## Vanjske povzenice
- Projekt Perseus: Historiae, 1.1. preveli: Alfred John Church i William Jackson Brodribb
- Projekt Gutenberg: Historiae (preveo William Hamilton Fyfe)
- Tacitove Povijesti, knjiga 1., ur.  Gilbert Austin Davies, 1896.
- Historiae  Arhivirana inačica izvorne stranice od 8. veljače 2011. (Wayback Machine)